# Calathea martinicensis
Calathea martinicensis är en strimbladsväxtart som beskrevs av Ignatz Urban. Calathea martinicensis ingår i släktet Calathea och familjen strimbladsväxter. Inga underarter finns listade.